# Blue Record
Blue Record — второй студийный альбом американской метал-группы 
Baroness, издан 13 октября 2009 года. Диск является логическим продолжением, «братом» предыдущего релиза коллектива — Red Album. Пластинка дебютировала на первом месте в чарте Billboard Heatseekers, а журналом Decibel названа главным альбомом 2009 года.

## Список композиций
1. Bullhead’s Psalm — 1:20
2. The Sweetest Curse — 4:31
3. Jake Leg — 4:23
4. Steel That Sleeps the Eye — 2:38
5. Swollen and Halo — 6:35
6. Ogeechee Hymnal — 2:36
7. A Horse Called Golgotha — 5:21
8. O’er Hell and Hide — 4:22
9. War, Wisdom and Rhyme — 4:26
10. Blackpowder Orchard — 1:01
11. The Gnashing — 4:18
12. Bullhead’s Lament — 2:59

### Бонусный диск
На диске представлены записи с фестиваля Roadburn 2009 г.
1. The Birthing — 8:56
2. Isak — 4:22
3. Rays on Pinion — 8:34
4. Wanderlust — 5:14
5. Grad — 7:22

## Участники записи
- Джон Бэйзли — вокал, гитара, фортепьяно, оформление обложки
- Аллен Бликл — ударные
- Пит Адамс — гитара, вокал
- Саммер Уэлч — бас-гитара